# Kota Padang (Kota Padang)
Kota Padang is een bestuurslaag in het regentschap Rejang Lebong van de provincie Bengkulu, Indonesië. Kota Padang telt 427 inwoners (volkstelling 2010).